# Джалломбардо, Андреа
Андре́а Джалломба́рдо (итал. Andrea Giallombardo; родился 18 августа 1980, Рим, Италия) — итальянский футболист, защитник.

## Клубная карьера
Воспитанник молодёжной футбольной школы «Ромы», с сезона 1999—2000 выступал в серии С2 за «Фоджу». Два сезона отыграл в серии С2 за «Виареджо» и «Гроссето». В августе 2003 перешёл в «Катанию» и начал выступать в серии В, в сезоне 2004—2005 дебютировал в серии А, пополнив ряды «Ливорно», первый матч в составе которого провел 11 сентября 2004 года в игре против «Милана». Сезон 2005—2006 провел в «Лацио» на правах аренды. В январе 2007 перешел в «Мессину», а в июле 2007 пополнил ряды футбольного клуба «Асколи». После трёх с половиной сезонов в «Асколи», где он сыграл 103 матча, в январе 2011 года на правах аренды перешел в «Гроссето» Был игроком среднего класса. 